# Hugo Häring
Hugo Häring (* 22. Mai 1882 in Biberach an der Riß; † 17. Mai 1958 in Göppingen) war ein deutscher Architekt und Architekturtheoretiker.
Häring gilt als einer der bedeutendsten Initiatoren des Neuen Bauens. Seine Beobachtungen und Gedanken zur Baukunst gehören zu den wesentlichen Grundlagen der Organischen Architektur, die besonders der Architekt Hans Scharoun (etwa bei der Berliner Philharmonie) aufgriff.

## Leben

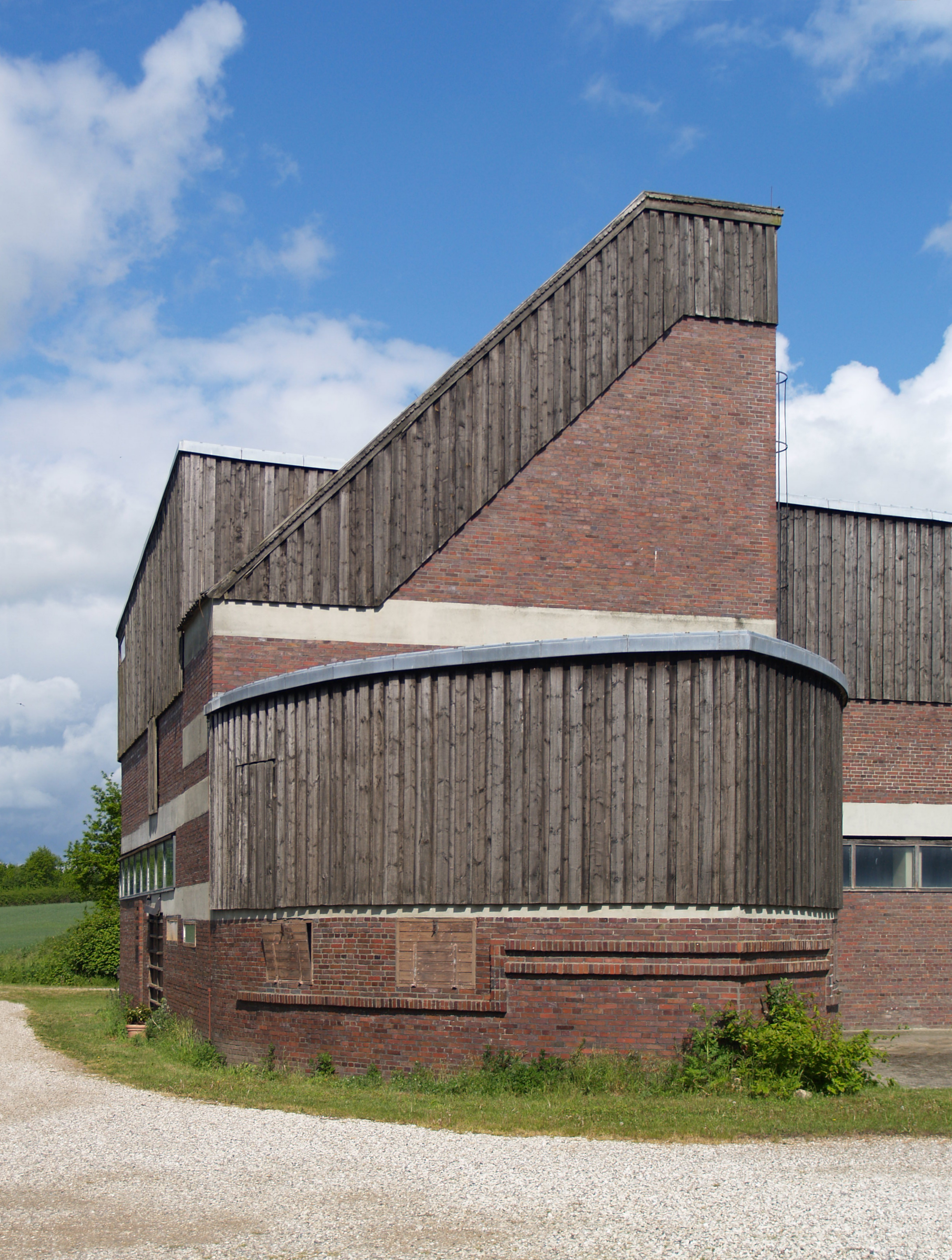
Gut Garkau (Kuhstall), Scharbeutz, 1922–1928

Hugo Häring wurde als Sohn eines Schreinermeisters in Biberach an der Riß geboren. Nach dem Abitur 1899 in Neu-Ulm studierte er bis 1901 Architektur an der Technischen Hochschule Stuttgart u. a. beim Neogotiker Skjold Neckelmann sowie von 1901 bis 1902 an der Technischen Hochschule Dresden u. a. bei Cornelius Gurlitt, Fritz Schumacher, Hugo Hartung und Paul Wallot. Er schloss 1903 sein Studium an der TH Stuttgart bei Theodor Fischer ab.
Von 1903 bis 1904 war Häring als Architekt in Ulm tätig. 1904 ließ er sich in Hamburg nieder. Dort war er u. a. Lehrer an der Kunstgewerbeschule. 1910 war er an der Eröffnung einer Filiale der Vereinigten Werkstätten für Kunst und Handwerk beteiligt. 1912 war er Mitarbeiter des Architekten Gustav C. E. Blohm und Mitglied im Hamburger Künstlerverein von 1832. Von 1915 bis 1921 wirkte Häring als Bauanwalt für Wiederaufbau in Ostpreußen (Allenburg, Kreis Wehlau), arbeitete daneben in Neu-Ulm als Architekt und von 1916 bis 1918 als Dolmetscher im Kriegseinsatz auf dem Balkan. 1918 heiratete er die Schauspielerin Emilia Unda und trat der Berliner Künstlervereinigung Novembergruppe bei.
1921 ließ sich Häring in Berlin nieder. Dort beteiligte er sich 1922, 1924 und 1926 an der Großen Berliner Kunstausstellung. 1924 gründete er zusammen mit Ludwig Mies van der Rohe den sogenannten „Zehnerring“ in Berlin und wurde 1926 Sekretär dieser auf 27 Mitglieder erweiterten Architektenvereinigung. In dieser Zeit teilten sich Mies van der Rohe und Häring ein Arbeitszimmer in der Wohnung von Mies van der Rohe am Anhalter Bahnhof Berlin. Häring kuratierte eine Ausstellung über städtebauliche Fragen Groß-Berlins auf der Großen Berliner Kunstausstellung 1927.
1928 war Häring Vertreter des „Rings“ auf der Gründungsveranstaltung des Congrès Internationaux d’Architecture Moderne (CIAM) in La Sarraz / Schweiz und schied 1930 aus dem CIAM aus. 1932 baute er auf der Werkbundsiedlung Wien. 1935 übernahm er die Reimann-Schule in Berlin, die ab 1936 Kunst und Werk – Privatschule für Gestaltung hieß. Als die Schule 1943 ausgebombt wurde, kehrte Häring in seine Heimatstadt Biberach zurück.
1946 wurde er vorübergehend mit dem Wiederaufbau in der französisch besetzten Zone beauftragt und war von 1947 bis 1950 externer Mitarbeiter des Institutes für Bauwesen an der Akademie der Wissenschaften von Hans Scharoun in Berlin. 1950 heiratete er die Staatsschauspielerin Roma Bahn.
Am 17. Mai 1958 starb Häring in Göppingen.

## Zitat
„Die Gestalt der Dinge kann identisch sein mit geometrischen Figuren – wie beim Kristall – doch ist, in der Natur, die geometrische Figur niemals Inhalt und Ursprung der Gestalt. Wir sind also gegen die Prinzipien Corbusiers – (doch nicht gegen Corbusier).“

## Bauten (Auswahl)

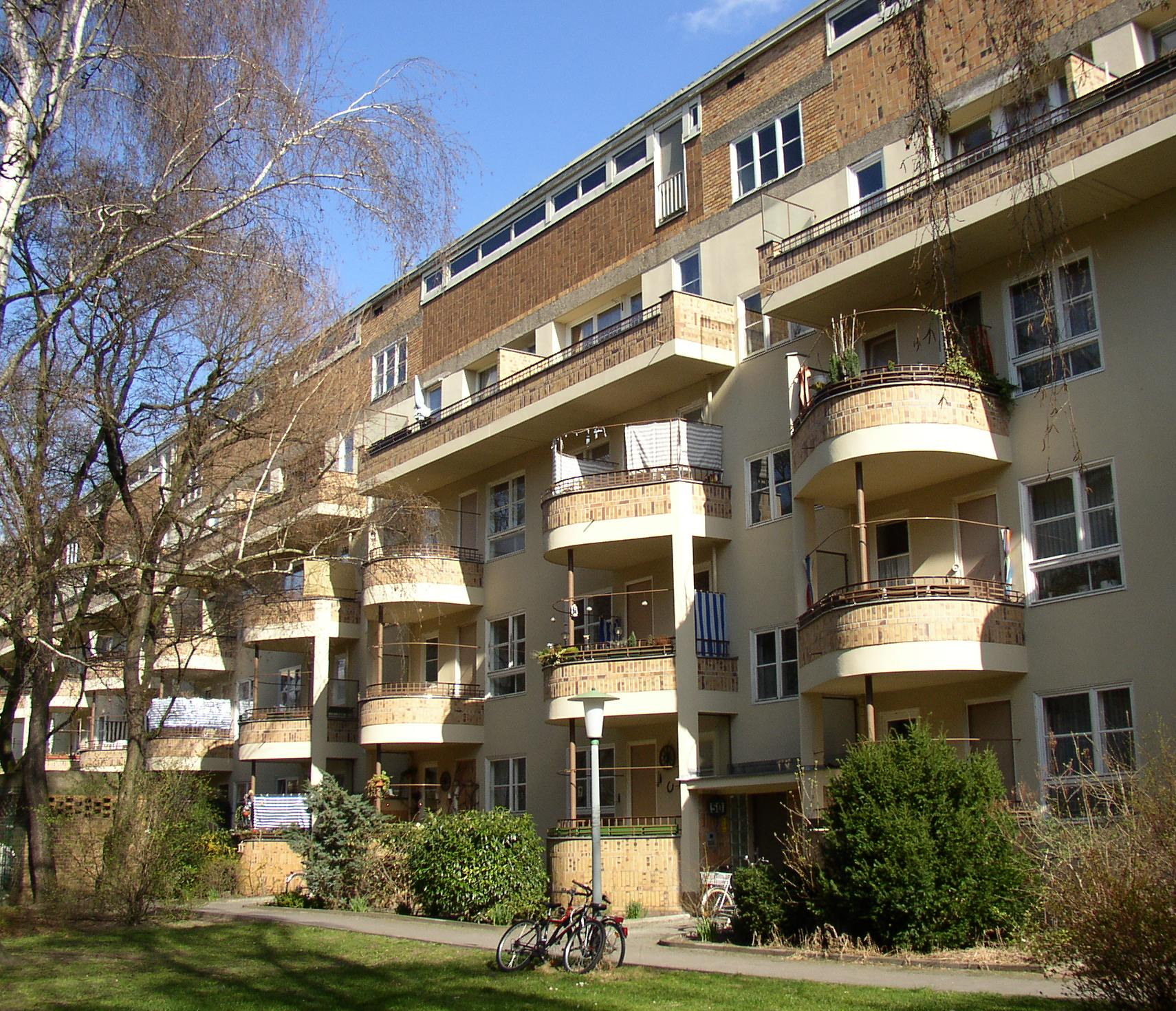
Goebelstraße in der „Großsiedlung Siemensstadt“

- 1922–1928: Gutsanlage Garkau in Scharbeutz (Ostholstein)
- 1926/1927: Bauten in der Onkel-Tom-Siedlung in Berlin-Zehlendorf
- 1929/1930: Ring-Siedlung in Berlin-Siemensstadt
- 1929–1931: Blockrandbebauung Prinzenallee/Gotenburger Straße und Stockholmer Straße in Berlin-Gesundbrunnen
- 1931/1932: Doppelhaus Vietingergasse 71/72 in der Wiener Werkbundsiedlung in Wiener Bezirksteil Lainz
- 1931/1932: Doppelhaus Engelbrechtweg 4 in der Wiener Werkbundsiedlung in Wiener Bezirksteil Lainz (1945 zerstört, Neubau Roland Rainer)
- 1938: Landhaus v. Prittwitz in Tutzing (Starnberger See)
- 1950: „Hugo-Häring-Häuser“ in Biberach an der Riß (Oberschwaben)

In seiner Geburtsstadt Biberach an der Riß stehen die beiden Wohnhäuser für Guido und Werner Schmitz, die Häring als Spätwerk gebaut hat. Das Haus für Werner Schmitz ist in einer ersten Rekonstruktionsphase im Hauptgeschoss weitgehend in seinen ursprünglichen Zustand zurückgebaut worden. Das Wohngeschoss ist seit Anfang 2008 wieder für die Öffentlichkeit zugänglich.
sowie
- zwei Projekte in Rio de Janeiro

## Schriften
- Wege zur Form. In: Die Form, Jg. 1, Heft 1, Oktober 1925, S. 3–5 (Digitalisat).
- Zwei Städte. Eine physiognomische Studie, zugleich ein Beitrag zur Problematik des Städtebaus. In: Die Form, Jg. 1, 1925/26, Heft 8, S. 172–175 (Digitalisat).
- Neues Bauen. In: Neue Bauformen, Jg. 27 (1928), S. 329–376 (Digitalisat).

## Ehrungen (Auswahl)
- 1950: Ehrendoktor der Technischen Hochschule Stuttgart
- 1953: Oberschwäbischer Kunstpreis
- 1955: Mitglied der Akademie der Künste Berlin
- 1956: Berliner Kunstpreis
- Seit 1969 verleiht der Landesverband Baden-Württemberg des BDA den Hugo-Häring-Preis für vorbildliche Bauwerke
- Vom 15. Juni bis 5. August 2001 zeigte die Akademie der Künste in Berlin-Tiergarten die große Retrospektive Hugo Häring Architekt des Neuen Bauens[3]